# Дачан-Хуейський автономний повіт
39°53′07″ пн. ш. 116°58′59″ сх. д. / 39.88535° пн. ш. 116.9831° сх. д.
Дачан-Хуейський автономний повіт (кит. 大厂回族自治县, пін. Dàchăng Huízú Zìzhìxiàn) — один із повітів КНР у складі префектури Ланфан, провінція Хебей. Адміністративний центр — містечко Дачан.

## Географія
Дачан-Хуейський автономний повіт лежить у північній частині префектури на схід від Пекіна, з яким межує по річці Чаобай.

### Клімат
Повіт знаходиться у зоні, котра характеризується вологим континентальним кліматом. Найтепліший місяць — липень із середньою температурою 26,5 °C. Найхолодніший місяць — січень, із середньою температурою -4,7 °С.
| Клімат повіту Дачан-Хуей | Клімат повіту Дачан-Хуей | Клімат повіту Дачан-Хуей | Клімат повіту Дачан-Хуей | Клімат повіту Дачан-Хуей | Клімат повіту Дачан-Хуей | Клімат повіту Дачан-Хуей | Клімат повіту Дачан-Хуей | Клімат повіту Дачан-Хуей | Клімат повіту Дачан-Хуей | Клімат повіту Дачан-Хуей | Клімат повіту Дачан-Хуей | Клімат повіту Дачан-Хуей | Клімат повіту Дачан-Хуей |
| Показник                 | Січ.                     | Лют.                     | Бер.                     | Квіт.                    | Трав.                    | Черв.                    | Лип.                     | Серп.                    | Вер.                     | Жовт.                    | Лист.                    | Груд.                    | Рік                      |
| Середній максимум, °C    | 1,3                      | 5,5                      | 12,7                     | 20,2                     | 26,8                     | 30,4                     | 31,6                     | 30,2                     | 26,4                     | 19,1                     | 9,9                      | 2,9                      | 18,1                     |
| Середня температура, °C  | −4,7                     | −0,9                     | 6,2                      | 13,9                     | 20,2                     | 24,4                     | 26,5                     | 24,9                     | 19,9                     | 12,4                     | 3,7                      | −2,7                     | 12                       |
| Середній мінімум, °C     | −9,7                     | −6,5                     | 0                        | 7,4                      | 13,4                     | 18,7                     | 22                       | 20,5                     | 14,5                     | 6,9                      | −1,3                     | −7,2                     | 6,6                      |
| Норма опадів, мм         | 3                        | 3.6                      | 9.5                      | 20.5                     | 41.9                     | 75                       | 171                      | 143.3                    | 49.3                     | 24.9                     | 10.9                     | 2.7                      | 555.6                    |
| Вологість повітря, %     | 49                       | 49                       | 44                       | 48                       | 56                       | 64                       | 75                       | 80                       | 76                       | 68                       | 61                       | 51                       | 60.1                     |
| ------------------------ | ------------------------ | ------------------------ | ------------------------ | ------------------------ | ------------------------ | ------------------------ | ------------------------ | ------------------------ | ------------------------ | ------------------------ | ------------------------ | ------------------------ | ------------------------ |
| Джерело: data.cma.cn     |                          |                          |                          |                          |                          |                          |                          |                          |                          |                          |                          |                          |                          |